# Xanthosoma
Xanthosoma es un género de cerca de 50 especies de plantas tropicales y subtropicales de la familia Araceae. Son todas naturales de América. Varias especies se cultivan por sus cormos ricos en almidón, pero no debe usarse como alimento su fruto rojo mismo que nace del surgimiento de su flor verdasea.  Se conocen como mafafa, otoe, malanga, cocoñame, ocumo, bore, yautía, chonque, macabo, rascadera, quequisque, mapapa, tania y tiquizque.
Otras especies (especialmente X. roseum) se utilizan como plantas ornamentales, y popularmente se les conoce como hoja elegante por sus lustrosas y grandes hojas,  u oreja de elefante por cierto parecido de la gran hoja con la oreja del elefante. 

## Descripción
Son hierbas con 3 a 18 segmentos. Las hojas  de la mayoría de las especies de Xanthosoma tienen de 40 a 200 centímetros de largo, son acorazonadas sagitadas (con punta).  Al contrario de las del género Colocasia no son pecioladas por el centro, sino que el corte en V se extiende al punto de unión de la salida del pecíolo a la hoja.
Sus raíces suelen ser muy gruesas y carnosas y contienen almidón en su interior. El exterior siempre es de color pardo oscuro, en tanto que su parte interna puede variar en color dependiendo de la variedad (siendo el más común el blanco, si bien también hay variedades de color amarillo y violáceo). Estas raíces son comestibles.

## Cultivo
La domesticación de las especies de Xanthosoma (especialmente X. saggitifolium y además X. atrovirens, X. violaceum, X. mafafa, y otras) se originó en las Antillas, las tierras bajas del norte de Sudamérica, y Centroamérica.  Actualmente Xanthosoma aún se cultiva en esas regiones y es especialmente popular en Cuba, República Dominicana, Nicaragua, Venezuela, Panamá, Puerto Rico y la Costa Caribe de Colombia. Se cultiva también en Filipinas y en África occidental, donde se considera un sustituto de los ñames en el plato regional llamado fufu. En Costa Rica se le encuentra en dos variantes: «malanga» y «tiquizque».
Xanthosoma ha sido tradicionalmente un cultivo de subsistencia con algún excedente vendido en los mercados locales, pero en Estados Unidos, la gran cantidad de inmigrantes ha creado un mercado para la producción comercial.

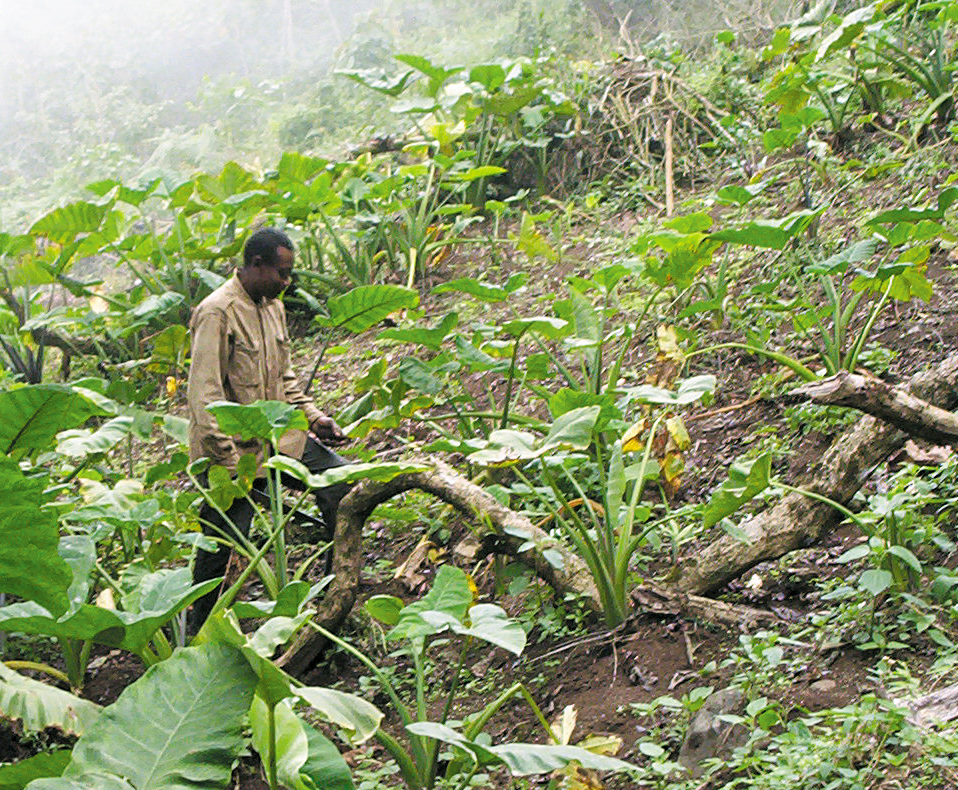
Un campesino de Camerún trabaja en su cultivo de cocoñame.

La planta típica de Xanthosoma crece en un ciclo de 9 a 11 meses (los ciclos de las diferentes especies oscilan entre 5 y 12 meses), durante los cuales produce un vástago subterráneo llamado cormo, rodeado por  cormelos comestibles más pequeños, del tamaño de papas. Cormos y cormeles son ricos en almidones. Su gusto se ha descrito "como de nueces terrosas" y son un ingrediente común de sopas y guisados. Pueden también ser comidos asados, fritos, o en puré.  Las hojas jóvenes de algunas especies pueden comerse hervidas como verduras o en sopas, pucheros, cocidos o estofados, tales como el callaloo del Caribe. Los almidones del Xanthosoma tienen la ventaja de ser hipoalérgicos por su granulación muy pequeña.
La reproducción es efectuada a partir de la plantación de cormelos o por hijuelos. La profundidad de siembra es de 20 a 40 cm. Tras arar el suelo se depositan lo cormos o cormelos. Algunas especies son sembradas utilizando el seudotallo. Las labores del cultivo consisten en 2 o 3 aporques y limpias manuales. La madurez se establece porque las hojas se tornan amarillentas e inicia la aparición de hijuelos al lado de la planta madre.
Se las considera también como plantas medicinales.

## Taxonomía
El género fue descrito por Schott in H.W.Schott & S.L.Endlicher y publicado en Meletemata Botanica 19. 1832.

## Especies seleccionadas
- Xanthosoma atrovirens K. Koch & Bouché
- Xanthosoma brasiliense (Desf.) Engl.
- Xanthosoma caracu K. Koch & Bouché
- Xanthosoma helleborifolium (Jacq.) Schott
- Xanthosoma hoffmannii Schott
- Xanthosoma robustum Schott
- Xanthosoma roseum Schott
- Xanthosoma sagittifolium (L.) Schott
- Xanthosoma undipes (K. Koch) K. Koch
- Xanthosoma violaceum Schott